# Lanțul slăbiciunilor
Lanțul slăbiciunilor este o operă literară scrisă de Ion Luca Caragiale.

## Ecranizări
- Lanțul slăbiciunilor (1952)